# Prix Acfas Denise-Barbeau
Pour un article plus général, voir Association francophone pour le savoir.
Le Prix Acfas Denise-Barbeau est une distinction québécoise remise par l'Acfas. Il est destiné à une personne du réseau collégial travaillant dans le domaine des sciences humaines et sociales lors des années pairs et dans le domaine des sciences naturelles, du génie et des mathématiques ou des sciences de la santé lors des années impairs. Il a été créé en 2014 en l'honneur de Denise Barbeau, pédagogue et pionnière de la recherche au collégial. 

## Lauréats
- 2014 - Luc Desautels, philosophie, Cégep régional de Lanaudière à L’Assomption
- 2015 - Mohamed Benhaddadi, énergie électrique, Cégep du Vieux-Montréal
- 2016 - Catherine Fichten, psychologie, Collège Dawson[1]
- 2017 - Éric Tamigneaux, algoculture, Cégep de la Gaspésie et des Îles[2],[3]
- 2018 - Ivan L. Simoneau, soins infirmiers, Cégep de Sherbrooke[4]
- 2019 - Martin Aubé, physique et mesures de la lumière, Cégep de Sherbrooke[5]
- 2020 - Antoine Corriveau-Dussault, philosophie, Collège Lionel-Groulx[6]
- 2021 - Jean-François Lemay, biologie moléculaire, Cégep de Shawinigan (CNETE)[7]
- 2022 - Simon Langlois, didactique des sciences, Cégep Marie-Victorin[8]
- 2023 - Martin Bourbonnais[9], énergies renouvelables, Cégep de Jonquière et Centre TERRE
- 2024 - Karine Cellard[10], français, Cégep de l'Outaouais